# ZESCO United Football Club
Lo ZESCO United Football Club, noto come ZESCO United è una società di calcio zambiana di Ndola, militante nella massima serie del campionato zambiano.
Lo ZESCO è stata tra le prime squadre a qualificarsi alla CAF Champions League ed è, insieme allo Zanaco, la squadra più ricca dello Zambia grazie alla sponsorizzazione della società di fornitura elettrica ZESCO (Zambia Electricity Supply Corporation Limited).

## Storia
Lo ZESCO United Football Club fu costituito nel 1974. Ottenne il primo successo nel 1980, vincendo il campionato zambiano di seconda divisione. 
Bisognò aspettare il 2003 per rivedere la squadra riemergere dalla seconda serie, che fu vinta in quell'anno. Nel 2007 la squadra vinse per la prima volta il campionato di massima serie, abbinando la vittoria al successo nella Coppa di Zambia e ottenendo così il double. Da allora è divenuta compagine egemone nel calcio nazionale, partecipante abituale alla CAF Champions League, torneo alla cui fase a gironi divenne il primo club zambiano a qualificarsi, nel 2009.

## Rosa
Rosa aggiornata alla stagione 2018-2019
| N. |                           | Ruolo | Calciatore       |
| -- | ------------------------- | ----- | ---------------- |
| 1  | Zambia (bandiera)         | P     | Jacob Banda      |
| 2  | Zambia (bandiera)         | D     | Bernard Mapili   |
| 3  | Nigeria (bandiera)        | D     | Ayo Oluwafemi    |
| 4  | Costa d'Avorio (bandiera) | D     | Ben Adama Banh   |
| 5  | Zambia (bandiera)         | D     | Nyambe Mulenga   |
| 6  | Zambia (bandiera)         | C     | Simon Silwimba   |
| 7  | Zambia (bandiera)         | D     | Shemmy Mayembe   |
| 8  | Zambia (bandiera)         | C     | Maybin Mwaba     |
| 9  | Giappone (bandiera)       | C     | Kōsuke Nakamachi |
| 10 | Zambia (bandiera)         | A     | Lazarous Kambole |
| 11 | Zambia (bandiera)         | C     | John Ching'andu  |
| 12 | Zambia (bandiera)         | A     | Bornwell Silengo |
| 13 | Zambia (bandiera)         | C     | Misheck Chaila   |
| 14 | Zambia (bandiera)         | A     | Jackson Mwanza   |
| 15 | Kenya (bandiera)          | D     | David Owino      |

| N. |                     | Ruolo | Calciatore        |
| -- | ------------------- | ----- | ----------------- |
| 16 | Zambia (bandiera)   | C     | Brown Nyrienda    |
| 17 | Uganda (bandiera)   | A     | Davis Kasirye     |
| 18 | Zambia (bandiera)   | C     | Kondwani Mtonga   |
| 21 | Zambia (bandiera)   | D     | Dauti Musekwa     |
| 22 | Zambia (bandiera)   | C     | Mwape Mwelwa      |
| 23 | Zambia (bandiera)   | D     | Samson Banda      |
| 24 | Zambia (bandiera)   | C     | Matthews Nkhowani |
| 25 | Kenya (bandiera)    | A     | Jesse Were        |
| 26 | Kenya (bandiera)    | C     | Anthony Akumu     |
| 27 | Zambia (bandiera)   | A     | Lottie Bwalya     |
| 28 | Zambia (bandiera)   | P     | Lameck Nyangu     |
| 29 | Zambia (bandiera)   | D     | Emmanuel Mayuka   |
| 30 | Zambia (bandiera)   | D     | Lupiya Kasashi    |
|    | Malaysia (bandiera) | D     | Marcel Kalonda    |
|    | Zambia (bandiera)   | A     | Humphrey Maseneko |

## Palmarès

### Competizioni nazionali
- Campionato zambiano: 9

2007, 2008, 2010, 2014, 2015, 2017, 2018, 2019, 2021
- Campionato zambiano di seconda divisione: 9

1980, 2003
- Coppa dell'Indipendenza: 1

2006
- Coppa Coca-Cola: 1

2007
- Coppa di Zambia: 6

2007, 2008, 2010, 2014, 2016, 2019
- Supercoppa di Zambia: 5

2007, 2011, 2015, 2017, 2021

### Altri piazzamenti
- Campionato zambiano:

Secondo posto: 2005, 2009, 2013, 2016, 2022, 2023
- Coppa dell'Indipendenza:

Finalista: 2007
- Coppa di Zambia:

2021
- CAF Champions League:

Semifinalista: 2016